# Carola Stagnaro
Carola Stagnaro, née le 23 décembre 1956 à Londres, est une actrice italienne de cinéma, de télévision et de théâtre.

## Biographie
De père ligure et de mère anglaise, elle emménage à Gênes où elle termine ses études secondaires et suit ensuite un cours de danse et un cours de théâtre. Puis, à l'université de Bologne, elle fréquente la Dams, où elle joue en 1980 dans le téléfilm La signorina Else, d'après la pièce Mademoiselle Else d'Arthur Schnitzler.
Elle fait ses débuts au théâtre dans le répertoire dramatique (Georg Büchner, Euripide, William Shakespeare, Molière, Giuseppe Giacosa). Elle fait ses débuts au cinéma dans Ecce bombo (1978) de Nanni Moretti, dans le rôle de Flaminia, la fiancée du protagoniste Cesare.
Elle a été dirigée par Dario Argento dans Ténèbres (1982) et Opéra (1987).
Au théâtre, elle a joué, entre autres, avec Luca De Filippo et Sergio Fantoni (Come le foglie de Giuseppe Giacosa).
Elle participe à plusieurs feuilletons et séries télévisés dont Un posto al sole, Un sacré détective, La squadra, Il maresciallo Rocca, Il generale Dalla Chiesa et Rex.
De mai à novembre 2011 (et dans deux autres épisodes diffusés en 2012), elle a joué le rôle de Donatella Navarro dans le feuilleton CentoVetrine de Canale 5.

## Filmographie

### Cinéma
- 1978 : Ecce bombo de Nanni Moretti
- 1982 : Ténèbres (Tenebre) de Dario Argento
- 1986 : Une épine dans le cœur (Una spina nel cuore) d'Alberto Lattuada
- 1987 : Les Yeux noirs (Очи чёрные) de Nikita Mikhalkov
- 1987 : Terreur à l'opéra (Opera) de Dario Argento
- 1987 : Le vie del Signore sono finite de Massimo Troisi
- 1988 : Fun Jump de Stefania Casini
- 1988 : Le Tueur de la pleine lune (Un delitto poco comune) de Ruggero Deodato
- 1988 : Angoisse sur la ligne (Minaccia d'amore) de Ruggero Deodato
- 1993 : Anni 90: Parte II (it) d'Enrico Oldoini
- 2001 : 500! (it) de Giovanni Robbiano (it), Lorenzo Vignolo (it) et Matteo Zingirian
- 2006 : Notte prima degli esami de Fausto Brizzi
- 2016 : Nemiche per la pelle de Luca Lucini
- 2018 : L'amore ai tempi di Sh.rek. d'Alessandro Derviso

### Télévision
- Luigi Ganna detective - minisérie (1979)
- Stazione di servizio, de Felice Farina - série (1989)
- Pronto soccorso - minisérie (1990)
- Voglia di vivere, de Lodovico Gasparini - téléfilm (1990)
- I ragazzi del muretto - série (1991)
- L'ombra della sera, de Cinzia TH Torrini – téléfilm (1994)
- Linda e il brigadiere, épisode : Morte di una dottoressa della Usl, de Gianfrancesco Lazotti (1997)
- La dottoressa Giò - minisérie (1998)
- Il maresciallo Rocca – série, episodio 5x02 (2005)
- Un sacré détective (Don Matteo) - série (2002-2014)
- Nebbie e delitti- série, épisode : I misteri delle donne (2006)
- Provaci ancora prof! - série (2007)
- Il generale Dalla Chiesa, de Giorgio Capitani - minisérie (2007)
- Vivere - série, plusieurs réalisateurs (2007-2008)
- Rex - série (2009)
- Tutta la verità, de Cinzia TH Torrini - minisérie (2009)
- Baciati dall'amore - série (2011)
- Centovetrine - série, plusieurs réalisateurs - Canale 5 (2011-2012)
- Le tre rose di Eva - série (2013) - Canale 5
- L'allieva - série (2020)
- Cuori, de Riccardo Donna - série (2021)

## Théâtre
- La Fantesca, de Giovanni Battista Della Porta, mis en scène par Alessandro Fersen (1976/77)
- Un caso fortunato, de Sławomir Mrożek, mis en scène par Franco Giacobini (1977/78)
- Leonce e Lena, de Georg Büchner, mis en scène par Alessandro Fersen (1977/78)
- Il supermaschio, d'Alfred Jarry, mis en scène par Antonio Salines (1978/79)
- Il più felice dei tre, d'Eugène Labiche, mis en scène par Antonio Salines (1979/80)
- Un marziano a Roma, d'Ennio Flaiano, mis en scène par Antonio Salines (1980/81 e 1981/82)
- Coltelli, de John Cassavetes, mis en scène par Marco Bernardi (1981/82)
- Pene d'amor perdute, de William Shakespeare, mis en scène par Marco Bernardi (1982/83)
- Provaci ancora Sam, de Woody Allen, mis en scène par Antonio Salines (1983/84)
- Sogno de una notte de mezza estate, de William Shakespeare, mis en scène par Marco Bernardi (1984/85)
- La storia vera de Piero d'Angera che alla crociata non c'era, mis en scène par Dario Fo (1985/86)
- Anni de piombo, de Margarethe von Trotta, mis en scène par Marco Bernardi (1988/89)
- Nottataccia, mis en scène par Duccio Camerini (1990)
- I soldi degli altri, de Jerry Sterner, mis en scène par Piero Maccarinelli (1991/92)
- Verso la fine dell'estate, de Carlo Repetti, mis en scène par Piero Maccarinelli (1992/93)
- Come le foglie, de Giuseppe Giacosa, mis en scène par Cristina Pezzoli (1993/94)
- Il lungo pranzo de Natale, de Thornton Wilder, mis en scène par Cristina Pezzoli (1994)
- La confessione, de Walter Manfrè, mis en scène par Walter Manfrè (1995)
- Il vello d'oro, mis en scène par Cristina Pezzoli (1996)
- Gli ho dato uno schiaffo, de Francesco Randazzo (1997 et 2006)
- Il Tartuffo, de Molière, mis en scène par Armando Pugliese (1997/98)
- Rumors, de Neil Simon, mis en scène par Attilio Corsini (1999/2000)
- Parenti serpenti, de Carmine Amoroso et Mario Monicelli, mis en scène par Attilio Corsini (2000 et 2006)
- Mamma mia!, de Dario Fo et Franca Rame, mis en scène par Carola Stagnaro (2000)
- Rose rosse per una signora in blu, de Israel Horovitz, mis en scène par Attilio Corsini (2001/02)
- L'uomo che incontrò se stesso, de Luigi Antonelli, mis en scène par Attilio Corsini (2003/04)
- La Maschera e il volto, de Luigi Chiarelli, mis en scène par Attilio Corsini (2003/04)
- I tre moschettieri, d'Alexandre Dumas, mis en scène par Attilio Corsini (2004)